# (38434) 1999 RX236
1999 RX236 (asteroide 38434) é um asteroide da cintura principal. Possui uma excentricidade de 0.05896410 e uma inclinação de 22.16523º.
Este asteroide foi descoberto no dia 8 de setembro de 1999 por CSS em Catalina.